# Молдавская, Ксения Александровна

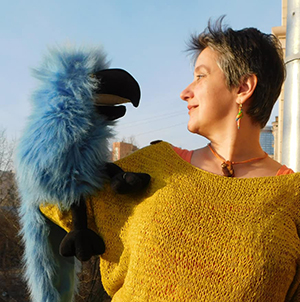

Ксе́ния Алекса́ндровна Молда́вская (род. 2 августа 1967, Москва) — российский критик детской литературы, журналист, редактор, педагог. Лауреат премии «Алые паруса» (2003) в номинации «Литературоведение и критика».

## Биография
В 1984 году поступила факультет русского языка и литературы Московского государственного педагогического института им. Ленина (МГПИ). С 1985 года публиковалась в газете «Московский комсомолец». В 1990—1994 годах после окончания института работала в школе. С октября 1993 — автор и ведущая детской программы «Клумба» на радиостанции «Надежда». С 1994 года начинает плотно заниматься детской литературой, сотрудничает с Домом детской книги. В 2001—2009 гг работала в газете «Книжное обозрение», вела полосу «Детлит» о детской литературе. В 2007—2011 годах участвовала в создании аннотированного каталога «100 новых книг для детей и юношества». С 2009 года на фрилансе. В 2013—2016 вела «Книжную афишу» на радио «Культура».
В 2018 году после выступления детского омбудсмена Анны Кузнецовой "О детских книгах, которые нельзя показывать детям" инициировала создание открытого письма Кузнецовой и призыва к публичному разговору о детской литературе, за что некоторыми ультрапатриотическими изданиями была вместе с коллегами названа "диктатором порока". Кузнецова от открытого диалога уклонилась.
Во время ковидной самоизоляции выпустила цикл интервью с писателями, издателями и критиками на ютуб-канале "Рабочий полдник".
Много лет сотрудничала с ИД «1 сентября»: публиковалась в журнале «Библиотека в школе», создала курс повышения квалификации библиотекарей и учителей «Тенденции развития, критерии оценки и продвижение современной литературы для детей и подростков», преподавала на московских городских курсах повышения квалификации библиотекарей, читала лекции по современной детской литературе библиотекарям и учителям в Москве и регионах.

## Премии и конкурсы
В 2005—2009 гг входила в экспертный совет Национальной литературной премии «Заветная мечта». В 2009—2011 гг совместно с Георгием Урушадзе разработала идею и концепцию Всероссийского конкурса на лучшее литературное произведение для детей и юношества «Книгуру» и до 2013 года,а потом в 2022 году работала координатором этого конкурса.
В 2023 после закрытия "Книгуру" году совместно с коллегами запустила конкурс на лучшее литературное произведение для детейи подростков "Короткий список, или Саламандра". Конкурс называется частной инициативой экспертов Ксении Молдавской, Алексея Копейкина, Алёны Васнецовой, Ольги Пружининой.

## Преподавательская и редакторская деятельность
С 2016 года совместно с Ириной Лукьяновой ведет курс для детских писателей в Литературных мастерских Creative Writing School.
Преподаёт речевые практики и литературу в средней общеобразовательной школе. с 2022 годаа работает в школе "Интеллектуал". Читала курс детской литературы в Институте среднего профессионального образования им. Ушинского (МГПУ).
Как редактор сотрудничает с издательствами «КомпасГид», «Волчок», «Пять четвертей», «Нигма», «Манн, Иванов и Фербер», «Абрикобукс», «Ламинария» .
Станислав Востоков отмечал, что «Ещё пример — у меня вторая книга в жизни вышла благодаря знакомству на детском семинаре с командой критиков — Алексеем Копейкиным, Марией Порядиной и Ксенией Молдавской.»
О роли Ксении Молдавской говорили Дина Сабитова и Шамиль Идиатуллин, а Юлия Линде писала, что «Ксения Молдавская согласилась стать редактором моего романа, и я ужасно этому рада! Потому что она — необыкновенно эрудированный человек, очень тонко чувствует любой текст и очень внимательна к мельчайшим деталям».